# Katja Nežmah
Katja Nežmah (* 25. November 1992 in Kicar, Podravska, Slowenien) ist eine slowenische Fußballspielerin.

## Karriere

### Verein
Nežmah startete ihre Karriere beim ŽNK Dornavo, wo sie im Sommer 2009 in die erste Mannschaft aufrückte. Sie spielte ihr Seniorendebüt für Dornavo am 30. August 2008 gegen den ŽNK Maribor. Nežmah spielte in den nächsten vier Jahren in 62 Ligaspielen für ŽNK Dornava, bevor sie im Sommer 2013 mit Vereinskollegin Martina Potrč zum ŽNK Maribor ging. Sie lief in allen acht Vorrundenspielen für Maribor auf, entschied sich aber im Dezember 2013 mit Potrč nach Österreich zum LUV Graz zu wechseln. Im Sommer 2014 fusionierte der 1. DFC Leoben mit dem LUV Graz und sie schloss sich dem Nachfolgerverein SPG LUV Graz/DFC Leoben an.

### Nationalmannschaft
Nežmah gehört seit April 2011 zum Kader der A-Nationalmannschaft von Slowenien.

## Persönliches
Nach ihrem Abitur 2011 am Gimnazija Ptuj, begann sie ihr Architekturstudium an der „Fakulteta za gradbeništvo Maribor“.